# Savo Klimovski
Samo Klimovski (en macédonien : Саво Климовски), né le 13 juin 1947 à Skopje, est un homme d'État macédonien membre de l'Alternative démocratique (DA).
Il est président de l'Assemblée entre novembre 1998 et novembre 2000.
À ce titre, il est président de la République par intérim de novembre à décembre 1999. En effet, l'élection au second tour de Boris Trajkovski le 15 novembre s'est trouvée contestée par son opposant Tito Petkovski et le mandat du président sortant Kiro Gligorov est arrivé à terme avant la proclamation officielle des résultats. Trajkovski est finalement investi le 15 décembre.